# Evropská silnice E90
Evropská silnice E90 je páteřní západovýchodní evropská silnice, mezinárodní trasa vedoucí z Portugalska nejjižnější Evropou až na hranice Turecka s Irákem, kde na ni navazuje mašrecká mezinárodní trasa M5. E90 prochází pěti státy a třemi hlavními městy. Je dlouhá téměř 4800 km a na trase je čtyřikrát přerušena mořem.
Mezi Barcelonou a sicilským přístavem Mazara del Vallo není provozováno přímé spojení. Je např. možné dopravit se z Barcelony trajektem do Porta Torres na Sardinii, přejet po silnici E25 do Cagliari, odtud dalším trajektem do Trapani a po silnici E933 se znovu napojit na E90.
Mezi Gelibolu a Çardakem v Turecku není od roku 2022 nutné cestovat přívozem, ale je možné překonat Dardanely po novém dálničním mostě 1915 Çanakkale (E90 na něj bude výhledově převedena).

## Trasa
Portugalsko
- Lisabon (E1→) – Vendas Novas (→E1)
- – Évora (E802→) – Estremoz (→E802) – Elvas

 Španělsko
- Badajoz – Mérida (E803, E903) – Madrid (E5, E901)
- Madrid – Zaragoza (E7, E804)
- Zaragoza – Lleida –
- (E15→) – Terrassa (E9, →E15)
- Barcelona

přerušení/přívoz
 Itálie
- Mazara del Vallo – Alcamo (E933) – Capaci –
- Palermo (E25)
- – Bagheria – Termini Imerese (E932)
- Campofelice di Roccella – Cefalù – Milazzo – Messina (E45→)
- přívoz
- Villa San Giovanni (→E45) – Archi
- Reggio di Calabria
- – Pellaro – Locri – Catanzaro (E848) – Crotone – Sibari (E844) – Metaponto (E847) – Taranto (E843)
- – Francavilla Fontana – Brindisi (E55→)

přívoz  Brindisi –  Igumenica
 Řecko
- Igumenica (→E55) – Ióannina (E853, E951) – Panagia (E92) – Grevena – Kozani (E65) – Soluň (E75, E79, E86) – Kavala – Komotini – Alexandroupoli (E85→) – Feres (→E85)

 Turecko
- İpsala – (E84, E87→)
- Keşan – Gelibolu (→E87)
- přívoz (alternativně most 1915 Çanakkale – Lapseki)
- Çardak – Karacabey
- (E881→) – Bursa (→E881)
- – İnegöl – Eskişehir – Sivrihisar (E96) –
- Ankara (E88, E89)
- – Aksaray / Niğde – (E981) – Tarsus (E982)
- – Adana – Ceyhan (E91) – Osmaniye – Gaziantep – Şanlıurfa (E99)
- – Kızıltepe – Nusaybin (přechod do ) – Cizre
- – Silopi
- přechod do

  Ibrahim Khalil